# (8299) Téaleoni
(8299) Téaleoni, désignation internationale (8299) Tealeoni, est un astéroïde de la ceinture principale d'astéroïdes.

## Description
(8299) Téaleoni est un astéroïde de la ceinture principale d'astéroïdes. Il fut découvert par Eric Walter Elst le 9 octobre 1993 à l'ESO. Il présente une orbite caractérisée par un demi-grand axe de 2,18 UA, une excentricité de 0,113 et une inclinaison de 4,46° par rapport à l'écliptique.
Il fut nommé en hommage à l'actrice américaine Téa Leoni, née en 1966, pour sa prestation dans le film Deep Impact de 1998.

## Compléments